# LFO (гурт)
LFO — британський гурт електронної музики.
Гурт заснували 1987 року музиканти Марк Белл Mark Bell, Ґез Варлі Gez Varley та Мартін Вільямс Martin Williams, причому останній брав участь лише у створенні альбому Frequencies. Назва гурту походить від абревіатури LFO, що означає Low Frequency Oscillator, тобто Генератор низьких частот. Гурт переривав свою діяльність у 1997—2002 роках і відновив 2003 року. Творчість гурту охоплює різні напрямки експериментальної електронної музики, зокрема техно. Співпрацює з лейблом Warp Records.

## Дискографія

### Альбоми
- 1991 — Frequencies
- 1996 — Advance
- 2003 — Sheath

### EP
- 1992 — What Is House EP
- 2005 — 4 Track EP

### Сингли
- 1990 — LFOⓘ
- 1990 — We Are Back
- 1991 — Love Is The Message
- 1994 — Tied Up
- 2003 — Freak
- 2004 — Me & Giuliani Down By The School Yard